# Louis Joseph Orts
 (février 2025).
Louis Joseph Orts, né à Bruxelles le 8 mars 1786 et mort à Bruxelles le 7 février 1856, est un magistrat, avocat et homme politique belge.

## Biographie
Louis Orts est le fils d'Englebert-Pierre Orts (1743-1831), avocat et conseiller au Grand Conseil de Malines, et d'Élisabeth Maeck (1761-1786). Marié avec Marie-Anne Schlim, il est le père d'Auguste Orts avocat, ou il comptait avec Hubert Dolez, Pierre Sanfourche-Laporte, et Auguste van Dievoet parmi les plus brillants avocats en cassation de son temps puis homme politique libéral et historien bruxellois. Il est également professeur à l'Université libre de Bruxelles.

## Fonctions et mandats
- Juge à la Haute Cour de Justice de Bruxelles : 1821-1830
- Échevin de Bruxelles : 1841-1856
- Membre de la Chambre des représentants de Belgique : 1841-1848

## Sources
- Charles MESDACH DE TER KIELE, 'Louis-Joseph Orts', in Biographie nationale de Belgique, vol. 16, Brussel, Académie royale des sciences, des lettres et des beaux-arts de Belgique, 1901, 35.
- M.-A. DOLEZ, 'Orts, une famille bruxelloise de gens de robe', in Tablettes du Brabant, vol. 1.
- Jean-Luc DE PAEPE en Christiane RAINDORF-GERARD, Le Parlement belge, 1831-1894. Données biographiques, Brussel, Académie royale des sciences, des lettres et des beaux-arts de Belgique, 1996.